# Alzira Grabois
Alzira Grabois, anteriormente Alzira da Costa Reis, (Quissamã, 1917 — 1998) foi uma advogada, militante comunista, ativista política brasileira e uma das fundadoras do Partido Comunista do Brasil (PCdoB).

## Biografia
Alzira era a oitava filha e tinha menos de dois anos quando sua mãe, Lavínia Dias da Costa Reis, morreu de tifo e seu pai a deixou com os padrinhos. Aos 12 anos se mudou para o Rio de Janeiro, onde mais tarde se reagrupou com o pai e irmãs.
Estudante do Colégio Pedro II, Alzira ingressou na Faculdade de Direito de Niterói (atual Universidade Federal Fluminense - UFF) em 1940. Em 1946, foi trabalhar como funcionária no Jardim Botânico, no Rio de Janeiro, onde fundou com outros companheiros uma base do Partido Comunista Brasileiro (PCB) com outros companheiros de militância política, incluindo seu marido, Maurício Grabois. Na mesma época, participou da criação da Associação de Mulheres da Gávea.

## Percurso
Em abril de 1947, durante o Governo Dutra, que buscou fazer aliança com os Estados Unidos durante a Guerra Fria, o Partido teve seu registro cassado e Alzira passou atuar na ilegalidade junto de Maurício.
Em 1956 Alzira retornou à legalidade e participou da Federação de Mulheres do Brasil. Mudou-se para Niterói, onde começou a atuar como advogada trabalhista. Após ser expulsa por divergências ideológicas do Partido Comunista Brasileiro (PCB), ajudou a fundar o Partido Comunista do Brasil (PCdoB), nascido da cisão com o PCB, em 1962. Após o Golpe de 64, mudou-se para São Paulo e retornou para a clandestinidade, onde viveu até 1980.
Alzira Grabois viveu na clandestinidade durante a maior parte de sua vida adulta. Ela perdeu o filho, André Grabois, e o marido, Maurício Grabois, assassinados pela repressão durante a Guerrilha do Araguaia. Eles se mudaram para a região do Araguaia em 1967, buscando organizar uma luta revolucionária. Em 13 de outubro de 1973, André foi morto em combate, e em 25 de dezembro de 1973, Maurício foi assassinado por forças do Exército. Os restos mortais dos dois nunca foram recuperados. Alzira recebeu a notícia da morte de ambos através de uma reportagem no jornal O Estado de São Paulo, e a partir daí passou a integrar o Comitê Brasileiro pela Anistia (CBA), e participou na organização de manifestações nas portas dos cinemas durante as exibições do filme Pra frente, Brasil.
Na mesma época, foi anistiada por seus pares na Ordem dos Advogados do Brasil (OAB) após ter seu registro cassado por ter ficado dezesseis anos sem pagar a anuidade da OAB e voltou a ter sua inscrição.  
Em 1980 partiu em viagem para o Araguaia em busca de esclarecimentos em relação à morte de seu marido e filho, e para denunciar as atrocidades cometidas pela Ditadura Militar contra os guerrilheiros. 
Passou a participar de manifestações do Grupo Tortura Nunca Mais, reunindo-se com outros parentes de desaparecidos políticos em torno da Estátua de Tiradentes, em frente à Assembleia Legislativa do Rio de Janeiro (Alerj). Em 1987, fundou com outras famílias de desaparecidos e ex-presos políticos o Grupo Tortura Nunca Mais de São Paulo.
Aos 78 anos, foi anistiada pela Comissão de Anistia do Ministério da Justiça como advogada do Ministério da Agricultura.
Alzira faleceu em 1998, aos 82 anos. 

## Reconhecimento
Em 2001, Alzira foi homenageada com a Medalha Chico Mendes de Resistência, em reconhecimento à sua atuação política contra a ditadura e a favor dos direitos humanos.
Em 13 de março de 2017 a Comissão de Direitos Humanos e Assistência Judiciária (CDHAJ) da Ordem dos Advogados do Brasil no Rio de Janeiro (OAB/RJ) realizou uma solenidade em homenagem à Alzira e em comemoração aos seu centenário, como parte da programação do Dia Internacional da Mulher. Na abertura da solenidade, o presidente da comissão afirmou:
Foi uma mulher que rompeu preconceitos da sociedade patriarcal. Alzira teve importância fundamental para a reconquista da democracia em nosso país. Participou ativamente na luta contra a ditadura.— Marcelo Chalréo, 